# High Hopes (Panic!-at-the-Disco-Lied)
High Hopes ist ein Lied der US-amerikanischen Alternative-Rock-Band Panic! at the Disco. Er wurde am 23. Mai 2018 als zweite Single ihres sechsten Albums Pray for the Wicked veröffentlicht und avancierte zum weltweiten Top-10-Hit.

## Hintergrund
Das Lied High Hopes wurde von Jake Sinclair und Jonas Jeberg geschrieben und produziert. Mitgeschrieben haben zudem Brendon Urie, Jenny Owen Youngs, Lauren Pritchard, Sam Hollander, William Lobban-Bean, Taylor Parks und Ilsey Juber und zusätzlich mitproduziert hat Jonny Coffer.
Mit dem Schreiben des Liedes haben Jeberg, Parks, Juber und Lobban-Bean 2015 bei einem BMI-Schreibcamp in Aspen im US-Bundesstaat Colorado begonnen. Als sie eine Stunde zu früh ankamen, beschlossen sie, gemeinsam draußen in einen Whirlpool zu gehen. Jeberg sagte über die Entstehung des Liedes: „Ich saß im Whirlpool und sang Bassnoten. Wir hatten keine Instrumente dabei, weil wir in der Badewanne saßen. Ich sang Bassnoten und dirigierte Akkorde auf diese Weise, und wir überlegten uns verschiedene Texte.“ Schließlich richteten sie ein tragbares Aufnahmestudio ein, und begannen mit einer Demoaufnahme mit einem Beat, Bläsern und Gesang.
Ursprünglich war das Lied als Rap-Lied konzipiert und sie schickten es an verschiedene Künstler, die jedoch alle ablehnten. Im Jahr 2016 teilte ihnen das Management von Panic! at the Disco mit, dass die Band das Lied für ihr nächstes Studioalbum aufnehmen wolle. Anfang 2018 schrieb der Leadsänger der Band, Brendon Urie die Strophen für High Hopes mit, bevor Sinclair und Jeberg (später Coffer) hinzugezogen wurden, um die Produktion abzuschließen.

## Musikvideo
Das von Brendan Walter und Mel Soria gedrehte offizielle Musikvideo zu High Hopes wurde am 27. August 2018 (etwa drei Monate nach der Veröffentlichung des Liedes) auf dem offiziellen YouTube-Kanal von Panic! at the Disco hochgeladen. Mit Stand vom 2. Juni 2023 auf YouTube 732 Millionen Aufrufe.
Das Musikvideo zeigt Leadsänger Brendon Urie, wie er durch Los Angeles spaziert und von Leute angerempelt wird. Schließlich nimmt er einen Wolkenkratzer mit Glasfassade ins Visier und drückt einen Fuß an das Glas, dreht sich in die Horizontale und beginnt, an der Außenseite der Fassade hochzulaufen. Die Menschen strömen zum Fuß des Wolkenkratzers, nehmen Urie auf und beobachten ihn mit Ehrfurcht. Er winkt den Menschen unten sowie im Gebäude zu und erreicht schließlich das Dach. Die Menge unten applaudiert währenddessen. Als die Sonne untergeht, schließt er sich auf dem Dach dem Rest der Band an und singt den letzten Refrain des Liedes weiter.

## Kommerzieller Erfolg

### Chartplatzierungen
| ChartsChartplatzierungen       | Höchstplatzierung | Wochen |
| ------------------------------ | ----------------- | ------ |
| Deutschland (GfK)              | 5 (47 Wo.)        | 47     |
| Österreich (Ö3)                | 3 (52 Wo.)        | 52     |
| Schweiz (IFPI)                 | 3 (59 Wo.)        | 59     |
| Vereinigte Staaten (Billboard) | 4 (52 Wo.)        | 52     |
| Vereinigtes Königreich (OCC)   | 12 (58 Wo.)       | 58     |

| ChartsJahrescharts (2018)    | Platzierung |
| ---------------------------- | ----------- |
| Deutschland (GfK)            | 54          |
| Österreich (Ö3)              | 19          |
| Schweiz (IFPI)               | 72          |
| Vereinigtes Königreich (OCC) | 90          |

| ChartsJahrescharts (2019)      | Platzierung |
| ------------------------------ | ----------- |
| Deutschland (GfK)              | 28          |
| Österreich (Ö3)                | 17          |
| Schweiz (IFPI)                 | 14          |
| Vereinigte Staaten (Billboard) | 11          |
| Vereinigtes Königreich (OCC)   | 31          |

| ChartsJahrescharts (2010–2019) | Platzierung |
| ------------------------------ | ----------- |
| Österreich (Ö3)                | 24          |

### Auszeichnungen für Musikverkäufe
| Land/Region                  | Auszeichnungen für Musikverkäufe (Land/Region, Auszeichnung, Verkäufe) | Verkäufe   |
| ---------------------------- | ---------------------------------------------------------------------- | ---------- |
| Australien (ARIA)            | 5× Platin                                                              | 350.000    |
| Belgien (BRMA)               | Platin                                                                 | 40.000     |
| Dänemark (IFPI)              | 2× Platin                                                              | 180.000    |
| Deutschland (BVMI)           | 3× Gold                                                                | 600.000    |
| Frankreich (SNEP)            | Diamant                                                                | 333.333    |
| Italien (FIMI)               | 2× Platin                                                              | 100.000    |
| Kanada (MC)                  | 9× Platin                                                              | 720.000    |
| Neuseeland (RMNZ)            | 4× Platin                                                              | 120.000    |
| Niederlande (NVPI)           | Platin                                                                 | 80.000     |
| Norwegen (IFPI)              | Gold                                                                   | 30.000     |
| Österreich (IFPI)            | 3× Platin                                                              | 90.000     |
| Polen (ZPAV)                 | Diamant                                                                | 100.000    |
| Portugal (AFP)               | 2× Platin                                                              | 20.000     |
| Schweiz (IFPI)               | Platin                                                                 | 20.000     |
| Spanien (Promusicae)         | 2× Platin                                                              | 120.000    |
| Vereinigte Staaten (RIAA)    | 7× Platin                                                              | 7.000.000  |
| Vereinigtes Königreich (BPI) | 4× Platin                                                              | 2.400.000  |
| Insgesamt                    | 4× Gold · 43× Platin · 2× Diamant ·                                    | 12.303.333 |